# Six-Fours-les-Plages
Six-Fours-les-Plages är en kommun i departementet Var i regionen Provence-Alpes-Côte d'Azur i sydöstra Frankrike. Kommunen ligger i kantonen Six-Fours-les-Plages som tillhör arrondissementet Toulon. År 2022 hade Six-Fours-les-Plages 36 843 invånare.

## Befolkningsutveckling
Antalet invånare i kommunen Six-Fours-les-Plages
| Referens: INSEE |